# Rafael Fernández-Shaw
Rafael Fernández-Shaw Iturralde (Madrid, 10 de noviembre de 1905-ibídem, 26 de septiembre de 1967) fue un escritor español. 

## Biografía
Hijo de Carlos Fernández Shaw y de Cecilia Iturralde, hermano de Guillermo Fernández-Shaw. Estuvo casado con Asunción Guitián y el matrimonio contó con siete hijos.
A pesar de ser un niño pequeño, a la muerte de su padre y siguiendo la tradición familiar se dedicó preferentemente a la literatura apoyado en todo momento por su hermano Guillermo, quien fue para él como un padre. Obtuvo notables éxitos en varias de sus obras teatrales y zarzuelas, la primera de ellas, La Barbiana, se estrenó en 1932. En la mayoría de las zarzuelas colaboró con su hermano Guillermo y, al igual que éste, también con Federico Romero. Como antes lo habían hecho su padre y su hermano se inspiró con frecuencia en los libretistas del género chico. Su otro hermano, Casto Fernández-Shaw, fue un arquitecto y urbanista.
Obtuvo los siguientes premios: Premio Nacional de Teatro en 1949; premio Ruperto Chapí para obras líricas en 1949; primer premio en el Concurso Nacional de Teatro Lírico en 1951.
Fue también oficial del Banco de España y luego conservador del edificio.  

## Obra

### Teatro
- Música de Leopoldo Magenti: La Barbiana, zarzuela, Barcelona, 1932.
- Música de Fernando Carrascosa Guervós: El gran tozudo, comedia musical.
- Música de Fernando Carrascosa Guervós: Un pueblecito andaluz, zarzuela.
- Música de José Padilla, Repóker de corazones, comedia musical, 1940.
- Música de José L. R. de Ribera, Amor eterno, zarzuela.
- Música de José L. R. de Ribera, La princesa de Magnolia, zarzuela infantil; con Luís Tejedor.
- Música de Leopoldo Magenti, La novia desconocida, opereta.
- Música de Fernando Carrascosa Guervós, Leonardo, el joven, zarzuela, 1944.
- Música de Jacinto Guerrero, Tiene razón Don Sebastián, sainete lírico, Zaragoza, 1944.
- Música de Moisés Simona, Yo soy tú, adaptación de la opereta Toi c’est moi, de M. Henri Duvernois.
- Tabaco rubio, comedia.
- Con Guillermo Fernández-Shaw, música de Francisco Alonso, La Empresa de “Clavileño”, escenas tomadas de un capítulo del Quijote, San Lorenzo de El Escorial, 1947.
- Con Guillermo Fernández-Shaw, música de Jesús Romo, Un día de primavera o Las apariencias engañan, sainete lírico, Madrid, 1947.
- Con Guillermo Fernández-Shaw, música de Jesús G. Leoz, La Duquesa del Candil, zarzuela, Madrid, 1949, Premio Ruperto Chapí, para obras líricas, de 1949.
- Con Luís Tejedor, música de Leopoldo Magenti, La condesita, opereta, 1950.
- Con Guillermo Fernández-Shaw, música de Manuel Parada, A todo color, fantasía de gran espectáculo, Madrid, 1950.
- Con Guillermo Fernández-Shaw, música de Manuel Parada, Colorín, colorao... este cuento se ha acabao, fantasía de gran espectáculo, Madrid, 1950.
- Con Guillermo Fernández-Shaw, música de Ángel Barrios, La Lola se va a los puertos, zarzuela, Madrid, 1951, Primer premio en el Concurso Nacional de Teatro Lírico de 1951. Ópera, Barcelona, 1955.
- Con Guillermo Fernández-Shaw, música (obra póstuma) de Jacinto Guerrero, El canastillo de fresas, zarzuela, Madrid, 1951.
- Con Guillermo Fernández-Shaw, música de Jesús Romo, El Gaitero de Gijón, Madrid, 1953.
- Con Guillermo Fernández-Shaw, música de Moreno Torroba, María Manuela, zarzuela, Madrid, 1957.